# Ernst Schumacher (Maler, 1905)
Ernst Schumacher (auch Ernst Schumacher-Salig; * 11. Juli 1905 in München-Gladbach; † 1963 in Berlin) war ein deutscher Maler, Grafiker und Hochschullehrer an der Hochschule für Bildende Künste (HfbK) Berlin (seit 1975 Universität der Künste Berlin).

## Biografie
Ernst Schumacher besuchte die Elementarklasse für Malerei der Düsseldorfer Akademie bereits als Sechzehnjähriger. Dort wurde er stark von Max Stern beeinflusst, der einen ähnlichen künstlerischen Werdegang durchlebt hatte: auch er setzte als junger Künstler vor allem auf die praktischen Erfahrungen, die man durch Studienreisen erwerben kann. Fast identisch waren die Reiseziele: Holland (ab 1920), mehrfach Frankreich sowie Süditalien (1923 und 1927). Das notwendige Reisegeld verdiente sich Schumacher u. a. durch die Arbeit im Atelier von Bruno Goller (1921). 1922 wurde Ernst Schumacher Mitglied der Künstlergruppe Das Junge Rheinland, was ihm mehrere Ausstellungen bei Mutter Ey und in der Kunsthalle Düsseldorf ermöglichte. Nach der Auflösung der Gruppe (1928) schloss er sich als Mitglied der Rheinischen Sezession an. Er hatte seine erste Einzelausstellung im Ausland (1933) in der Pariser Galerie von Jeanne Castel. Im selben Jahr kehrte er zurück nach Deutschland und wählte Berlin als seinen neuen Hauptwohnsitz, wo er den älteren Malerkollegen Werner Gilles aus Rheydt wiedertraf. Enttäuscht von den Streitigkeiten innerhalb der Berliner Secession sowie der von den Nationalsozialisten erzwungenen Gleichschaltung der Kunst zog sich Schumacher immer mehr zurück in die Innere Emigration, die er ab Ende der 1930er Jahre bis 1947 in Schwarzenbach an der Saale verbrachte. 1937 hatte er eine Einzelausstellung mit Kay H. Hebel im Kunstverein Hamburg.
1937 wurden im Rahmen der deutschlandweiten konzertierten Aktion „Entartete Kunst“ aus der Kunstsammlung der Stadt Düsseldorf nachweislich seine Ölgemälde Winterlandschaft bei Gummersbach (1929) und Landschaft vom Niederrhein (1925) beschlagnahmt. Ersteres wurde vernichtet, das andere ging 1939 zur „Verwertung“ auf dem Kunstmarkt an den Kunsthändler Bernhard A. Böhmer. Sein Verbleib ist unbekannt.
1947 wurde Schumacher durch den damaligen Rektor Karl Hofer als Professor an die Hochschule für Bildende Künste in Berlin berufen. Schumacher war ordentliches Mitglied des Deutschen Künstlerbundes, Er gehörte bereits 1951 als Jurymitglied zum erweiterten DKB-Vorstand. Seine Werke wurden zwischen 1951 und 1986 auf insgesamt zwanzig DKB-Jahresausstellungen gezeigt.  
1954 erhielt Schumacher den Cornelius-Preis der Stadt Düsseldorf. 1958 wurde ihm ein Stipendium in der Deutschen Akademie Villa Massimo zuerkannt. Von 1955 bis 1961 war er reguläres DKB-Vorstandsmitglied.
Schumacher hatte noch Anfang 1963 als Mitglied der Neuen Gruppe drei Ölgemälde mit italienischen Motiven beim Verein Ausstellungsleitung Haus der Kunst München e.V. eingereicht, kurz bevor er starb. Diese Ausstellung fand vom 12. Juni bis zum 10. Oktober im Haus der Kunst statt. Der Verein unter dem damaligen Präsidenten C. O. Müller entschied sich noch vor Drucklegung des Katalogs zur Großen Kunstausstellung, vier weitere Gemälde Schumachers in der gleichzeitig daran angeschlossenen „Gedächtnisausstellung 1963“ für die zahlreichen, nach dem Zweiten Weltkrieg verstorbenen Künstler zu zeigen, welche Mitglieder der Neuen Gruppe, der Münchener Secession oder der Neuen Münchener Künstlergenossenschaft (N.M.K.-G.) waren.
Ernst Schumacher starb im Frühsommer des Jahres 1963.

## Werke (Auswahl)
Ernst Schumachers zunächst impressionistische Malweise wandelte sich zunehmend von kleinformatigen, naturnahen Ölbildern zu mittelformatigen Landschaften von expressiver Formgebung und Festigkeit. Dabei blieb sein bevorzugtes Sujet, abgesehen von wenigen Stillleben und Interieurs, bis zum Ende seines malerischen Lebenswerks die jeweils ländliche oder städtische Umgebung mit ihren Häusern, so wie er sie auf seinen Reisen sah.
- Denkmalplatz, 1929
- Cafe Royal Paris, 1931
- Bauernhäuser, Öl auf Leinwand, 80 × 85 cm, 1935
- Hiddensee, 1935
- Tiefer Himmel über märkischer Landschaft, 1939
- Grünes Haus, Öl auf Karton, 50,2 × 65 cm
- Gasse in Schwarzenbach, 1938
- Französische Kleinstadt, 1948
- Fensterbild, Öl auf Leinwand, 100 × 70 cm, 1950
- Interieur mit Blumen, Öl auf Holz, 107,5 × 82,5 cm, 1950
- Einsames Haus, Öl auf Leinwand, 80 × 100 cm, 1950
- Frühlingsabend, Öl auf Leinwand, 72,5 × 92 cm, 1951 (Für dieses Bild erhielt Schumacher einen vom Verein Berliner Kaufleute gestifteten Preis auf der DKB-Ausstellung 1951)[8]
- Kirchenruine, Öl auf Leinwand, 81 × 100 cm, 1951
- Häuser in Landschaft, Aquarell, 1954
- Finca in Benidorm, Gouache auf Leinwand, 1956
- Haus in südlicher Landschaft, Öl auf Leinwand, 40 × 50 cm, 1957
- Flandrische Häuser, Öl auf Leinwand, 53 × 64 cm, 1960
- Pineta (Pinienwald), Öl auf Leinwand, 80 × 120 cm
- Südlicher Hafen, 80 × 100 cm
- Römischer Park, 75 × 110 cm
- Forio, Öl auf Leinwand, 60 × 90 cm, 1962[9]
- Blühender Baum, Öl auf Leinwand, 117 × 72 cm

## Schüler
- Hans Stein (Meisterschüler)
- Andreas Brandt
- Sarah Haffner
- Eva-Maria Geisler